# 維冠金龍大樓
維冠金龍大樓，是一棟位在臺南市永康區永大路二段與國光五街交叉口的一處住商混合社區大樓。2016年2月6日，因2016年高雄美濃地震造成的劇烈搖晃而倒塌。
經過連日搜索，最終在2016年2月18日該大樓確定死亡人數達115人， 生還者175人，其中96人受傷。其中，C、I棟零死亡，而G、A、F棟最為慘重，不僅是該次地震中死傷最嚴重的災區，死亡人數亦超越了於1999年九二一大地震中倒塌的東星大樓（87人死亡），成為臺灣史上因單一建築物倒塌而造成傷亡最慘重的災難事件。重建工程於2018年6月17日動工，2021年年底完工，全新落成的大樓命名為「出雲居」。

## 背景
維冠金龍大樓落成於1995年，分成A、B、C、D、E、F、G、H、I九棟，倒塌前1至3樓是燦坤永康店承租門市、眼科及耳鼻喉科，4樓以上是住宅，另還有1層地下室，大樓呈U字型，屬於住商混合大樓，約有90多戶近200多人居住，大樓面向西。

## 倒塌

### 天災部分
2016年2月6日，發生芮氏規模6.6的地震，地震當時整棟大樓先上下搖晃、再左右擺盪，約7、8秒後平靜了一下，不久大樓底下發出巨響，整棟大樓（包括A、B、C、D、E、F、G、H、I棟）全數由西向東傾斜，往永大路二段方向倒塌，躺平在馬路上。倒塌後三分之一樓體在地面，接近三分之二樓體下陷或損毀。

### 人禍部分
維冠金龍大樓的倒塌，原因據稱與其建造過程偷工減料、非法借牌給他人、一樓牆壁被打掉有關。臺南地檢署也在大樓倒塌之後約談相關人士，以業務過失致死罪方向偵辦，並在第一時間收押了前維冠建設負責人、以及參與建造大樓的兩位建築師。
據報，起造維冠金龍大樓的維冠建設先於1989年向臺南縣政府登記、1992年取得維冠金龍的建築執照，而後於1994年11月取得維冠金龍使用執照；維冠建設卻在維冠金龍興建完後不久宣告解散，有偷工減料並且規避未來發生事故時應負責任之嫌。維冠金龍倒塌後，也確實在該大樓破損梁柱中被發現非實心且使用沙拉油桶充當支柱，同時還發現保麗龍，在殘骸中亦發現樑柱斷裂處均位於鋼筋續接處，令媒體質疑倒塌原因為樑柱所用混凝土握力不足、箍筋彎度不夠才會造成憾事，此次災害相當程度上疑似有人禍的成分存在。惟根據結構工程師戴雲發指出，在921地震前的建築物，為求造型美觀及減輕混凝土的重量，多在裝飾用柱中填充沙拉油桶柱子，在921地震後多以封模板或是保麗龍替代。他認為承重用柱不太可能使用沙拉油桶。強調建築物抗震力不足多為結構設計及建造不良所致，不能全怪沙拉油桶。
另外，依據當年適用的《建築法》，地方政府負有在建造前審核設計合格後發給建築執照始可動工，建築工程中須監督勘驗，臺南縣政府於工程完竣後查驗才發給使用執照之責任。維冠金龍在1993年申請建造時，1樓A到D棟都有牆面，平均分割為店鋪；但到了1994年時，就提出變更設計，5戶被打通成1戶，再加上戶外有內縮式的騎樓，更使得一樓支撐的力量減弱。

## 搜救過程
消防單位很快接獲消息趕往現場救災，但大樓倒塌嚴重，加上永大路也因為水管破裂造成淹水，水淹高度大約至民眾小腿。居住在附近的民眾及部分家屬立即試圖挖掘，但救援困難，直到待搜救人員前來才得以開挖。救援初期，部分受困民眾喝尿等待救援，出生僅10天的女嬰，於當日上午7時許救出送醫，不過在到院前已經死亡，是該地震首位被宣告的罹難者，在當日早上八點左右，因為建築物變形且有向永大路傾斜倒塌可能，搜索局部暫停中，救難人員2月6日一整天陸續救出167人。因為其水平倒塌被壓住，部分區域搜救難度相當高。

### 近三分之一罹难者具學生身分
根據統計，在115名罹難者中有35人為學生，其中又以崑山國小10名罹難人數最多，除此之外尚有崑山科技大學4名、大灣高中1名、大灣高中國中部4名、慈幼工商2名、大灣國小2名、愛幼幼兒園2名、長榮大學1名、真理大學1名、國立嘉義大學1名、長榮女中1名、建興國中1名、廣福國小1名、新北市秀朗國小1名、西勢國小1名、南安國小附幼1名、愛加幼兒園1名、育智幼兒園1名。

### 最後一位罹難者
2月13日下午3點57分，在地震發生恰巧180小時之後，最後一位住戶，同時也是維冠金龍大樓的主委謝鎮宇從瓦礫堆中被抬出。臺南市政府在發現謝鎮宇之後，宣告搜索工作告一段落，來自全台各地的警義消及搜救隊伍也陸續撤離現場。
然而據家屬通報，還有一位年約32歲的林姓女子，雖然不是維冠金龍大樓住戶，但幾乎每天晚上都會到該大樓的騎樓睡覺，清晨時分也會在大樓附近運動，鄰居們都知道這號人物，卻在地震過後失去音訊，懷疑被埋在倒塌的大樓之中；不過由於保全人員表示最後一次看到她是在5日深夜23點，不確定地震發生時她人是否在現場，更不能確定其確實被埋在瓦礫堆中，經與其家屬溝通後改列為一般失蹤人口協尋。
2016年2月18日下午5時重新展開搜索，約5時40分左右，在A棟1樓燦坤騎樓梁柱地底下方2.6公尺尋獲林姓女子遺體，維冠金龍大樓倒塌事故最終確定115人死亡。

## 爭議事件

### 危樓報導問題
事故發生後，《壹週刊》與《蘋果日報》首先在新聞中稱維冠在1999年的921大地震時已列為危樓，市政府卻沒有妥善處理而引發憾事，隨後《三立新聞》與《中國時報》亦跟進報導，但臺南市政府當天即發出聲明稿闢謠否認，表示並無該大樓該建築物於921震災時被判定危樓之相關資料，非921判定之危樓。該新聞之後《中時》自行撤掉但仍受到眾多網友抨擊，而《壹週刊》、《蘋果》與《三立》並未撤除；事實上當地銀行也表示確實知道該大樓有問題已久，而在地的居民也心知肚明，更有不少網友指責市府根本是在卸責。

### 林姓男子假冒搜救人員
據中國時報報導，有一名林姓男子為「高雄慈恩救難隊大隊長」，聲稱有25年經驗，曾參加四川地震、日本311大地震，並在高雄氣爆時救到左手人工關節突出，還說這次救援也親力親為，背出兩位成人，手裡同時抱一位嬰兒，2天只吃一餐。數天來，多項詐欺、性侵前科的林信學在現場穿梭，身著搜救隊橘色衣褲，佩戴無線電、捲尺等工具，更逕自向家屬傳達錯誤訊息，造成現場搜救困擾，台南市消防局表示他並未參與任何救援行動，已要求他離開。1個月後，林男駕車在高雄市區，因擦撞而將警車撞翻，遭員警認出。

### 中華搜救總隊大動作撤離
搜救第七天，中華搜救總隊大動作宣布撤離所有該隊救難人員，並向在場媒體與家屬報告此決定，各家媒體紛紛報導此事，並轉播家屬與中華搜救總隊中區副聯隊長劉永森的對話過程，途中家屬提出質疑其撤退原因是否是受到臺南市政府消防局的阻撓，但該質疑並未被在場的劉永森否認，當晚媒體亦紛紛以「怨像打零工」為標題發布新聞，前立法委員蔡正元亦在其臉書上指稱「中華搜救總隊認為救災工作受到台南市政府阻礙」，引發家屬對於臺南市政府消防局的不滿。對此，臺南市長賴清德在第一時間說明指出目前人力充足，該救難隊的撤離對救災進度不會有影響，事後更發布市政新聞，說明兩個單位參與搶救的過程。
不過，中華搜救總隊的大動作撤離也同時引發市府及部分網友、搜救人員不滿，市政府除了強調消防局並沒有阻撓該隊參與救災之外，亦提到根據《災害防救法》「協助救災工作應受災害應變中心指揮官之指揮，不得單獨為之。」之規定，該總隊在現場不僅不接受消防局調度，甚至在中華搜救總隊秘書長要求接管第一面指揮權未果之後，即在任務未完成的情況自行退出現場。立法委員王定宇也在政論節目上指出導致家屬情緒失控的原因在於中華搜救總隊和家屬說「我們要走了」、「我們是主力」，「走了就沒有人救了」等話，前內政部消防署災害管理組組長林金宏亦提到，中華搜救總隊至今（2016/2/16）仍未依「災害防救法」第50條及「民防團隊災害防救團體及災害防救志願組織編組訓練協助救災事項實施辦法」第6條規定，向縣市政府登錄為災害防救團體或災害防救志願組織，依法應當不能加入救災行列。一時之間眾多網友對該總隊起底，並且提出許多質疑，並將該會戲稱為「中華搜刮大隊」，迫使另一個救援組織「台灣國際緊急救難總隊」基於擔心受到牽連，也在2月17日發聲明切割，澄清與中華搜救總隊無關。

### 網路及媒體緊追「籃太太」拆除隔間一案
災害發生的第一時間，即有懷疑大樓倒塌是因為一樓隔間被拆除所造成的聲浪，而由於被打通的店面在大樓倒塌前為燦坤所承租，迫使燦坤發出聲明稿澄清該店在承租時就已經是這種格局，並未私自拆除隔間，此時臉書上一位維冠大樓的受災戶「鄭小姐」貼文指控該位「籃太太」私自拆除隔牆，該臉書貼文被轉載至全台灣最大的網路社群PTT後迅速發酵，引起廣大網友關注。輿論遂轉向房東「籃太太」，新聞焦點亦聚焦在「籃太太」長達數日，並且針對其發動起底，甚至聲稱「籃太太」正使出延長戰術脫產。然而隨著媒體自由時報見報，台南地檢署約談「籃太太」之後卻發現，該隔間是在其購得該屋之前就已經被拆除，烏龍爆料造成當事人身心俱疲。

### 建築師妻欲脫產
台南地院在過年休假期間已裁定對維冠林姓建商、鄭姓及張姓2名建築師3人財產假扣押，但假扣押命令尚未到銀行端，2月15日早上9點鄭姓建築師的妻子何姓女子利用年假結束剛開工的空隙前往台南市西門路二段的台新銀行台南分行，打算領走丈夫戶頭內1,000多萬現金，由於提領金額大，加上行員有注意到維冠建商及建築師遭假扣押新聞，於是行員以沒有委託書為由推遲，何姓女子就離開，銀行隨即通報南市府，台南市政府法制處處長蕭博仁獲知，立即趕到銀行提交法院的假扣押裁定書，並感謝銀行及時攔截，避免已遭假扣押的現金被領走。

## 事故反應

### 台南檢方
2016年2月8日晚間，台南地檢署拘提林明輝及建設公司幹部張奎寶、鄭進貴，依「業務過失致死」等罪嫌，向臺南地方法院法官聲請羈押。
維冠建設在1992年推出「維冠金龍」建案，1994年完工交屋，資料非常稀少。林明輝頻以「忘記了」、「當年不是我負責第一線施工」為由，無法交代營造細節。檢方偵訊林明輝過程中，又發現相關營造資料，昨天上午除向法官聲請羈押林明輝等三人，也發動二度搜索，查扣相關證據。檢方私下透露，相關跡證非常少，專案小組必須全力偵查，法官認為大樓施工有缺失、涉及借牌與三人交代語焉不詳有串供之虞，裁定收押禁見。
2016年4月7日台南地檢署偵結，台南地檢署襄閱主任檢察官陳建弘表示，專案小組檢察官認為林明輝等5人涉犯業務過失致死等罪嫌，經調查犯罪事證明確，提起公訴。檢方調查發現，維冠大樓結構分析設計錯誤；加上偷工減料嚴重，大幅降低建物的耐震力。

### 新聞媒體追蹤調查
維冠大樓在1993年申請建照，陳唐山上任縣長後（1993年12月20日上任），1994年申請變更設計，將原本一樓五戶被打通成一戶。在陳唐山任內取得使用執照，被媒體指為放水過關。在《智邦不動產》網頁討論區中，有網友寫道「維冠建設是在蓋維冠金龍的時候倒的，維冠金龍不好」。另外，在《mobile01》討論區中，也有網友直接針對該大樓留言強調別去購買。

### 民事訴訟賠償
市府為防林明輝、張魁寶、鄭進貴及黃厚民等九人脫產，向法院聲請提供擔保金50萬元以假扣押3,000萬元範圍內財產，惟法官僅裁准假林明輝、張魁寶、鄭進貴三人的假扣押。

### 刑事方面
2016年11月25日下午，台南地方法院將維冠建設負責人林明輝、設計部經理洪仙汗、建築師張魁寶、鄭進貴、大合鑽探技術顧問公司結構技師鄭東旭以業務過失致死罪各判刑5年，併科9萬元罰金，附帶民事求償約新台幣62億元。台南地院院方表示，由於認為五名被告毫無悔意，故以最高刑度5年判刑，2017年7月28日二審維持原判決處5年有期徒刑。。2019年2月21日，最高法院認為，本案追訴權時效從大樓倒塌起算，因此追訴權時效尚未完成，且二審已依卷存證據資料，詳細敘明判斷理由，與經驗法則、論理法則及證據法則無違，故駁回上訴，維持原判決處5年有期徒刑，全案定讞。

## 後續
2022年2月22日，經過6年的重建，維冠金龍大樓以「出雲居」之名完工，舉行謝土暨完工典禮。重建過程中，臺南市政府運用善款協議價購部分不願原址重建所有權人的土地產權，並透過都市更新方式協助其餘所有權人重建家園。內政部於2016年核定補助臺南市政府成立自主更新輔導團，協助原屋主組成都市更新會，加速災後重建相關作業。
為避免類似事故再次發生，內政部於2021年5月完成都市更新條例修正，針對海砂屋或耐震能力不足的建物簡化政府代為拆除程序，適度放寬容積獎勵；同年11月發布耐震能力不足認定辦法，落實保障民眾居住安全。未來內政部將持續推動都更、輔導危險建築改善或重建，以提升建築安全、優化居住環境。
2023年3月13日，臺南市市長黃偉哲到重建後的「出雲居」發放入厝禮金給住戶，並允諾將大樓旁約245坪的空地整建成公園提供住戶及市民共用。管理委員會主委連晃汶及住戶代表均對新家表示滿意，感謝社會各界的愛心以及市府、重建單位的協助。

## 相關事項
- 2016年高雄美濃地震
- 台灣地震列表
- 台灣災難列表
- 工程倫理
- 個案建商
- 2015年八仙樂園彩色派對火災 - 同樣因人為蓄意疏失，造成499人即時燒傷
- 東星大樓
- 天王星大樓
- 中華民國搜救總隊